# Brother (film)
Brother – japońsko-brytyjsko-francuski film kryminalny z 2000 roku w reżyserii Takeshiego Kitano. Zdjęcia kręcono w Tokio i Los Angeles - Kitano po raz pierwszy zrealizował je częściowo poza Japonią.